# Sextant (stationsgebouw)

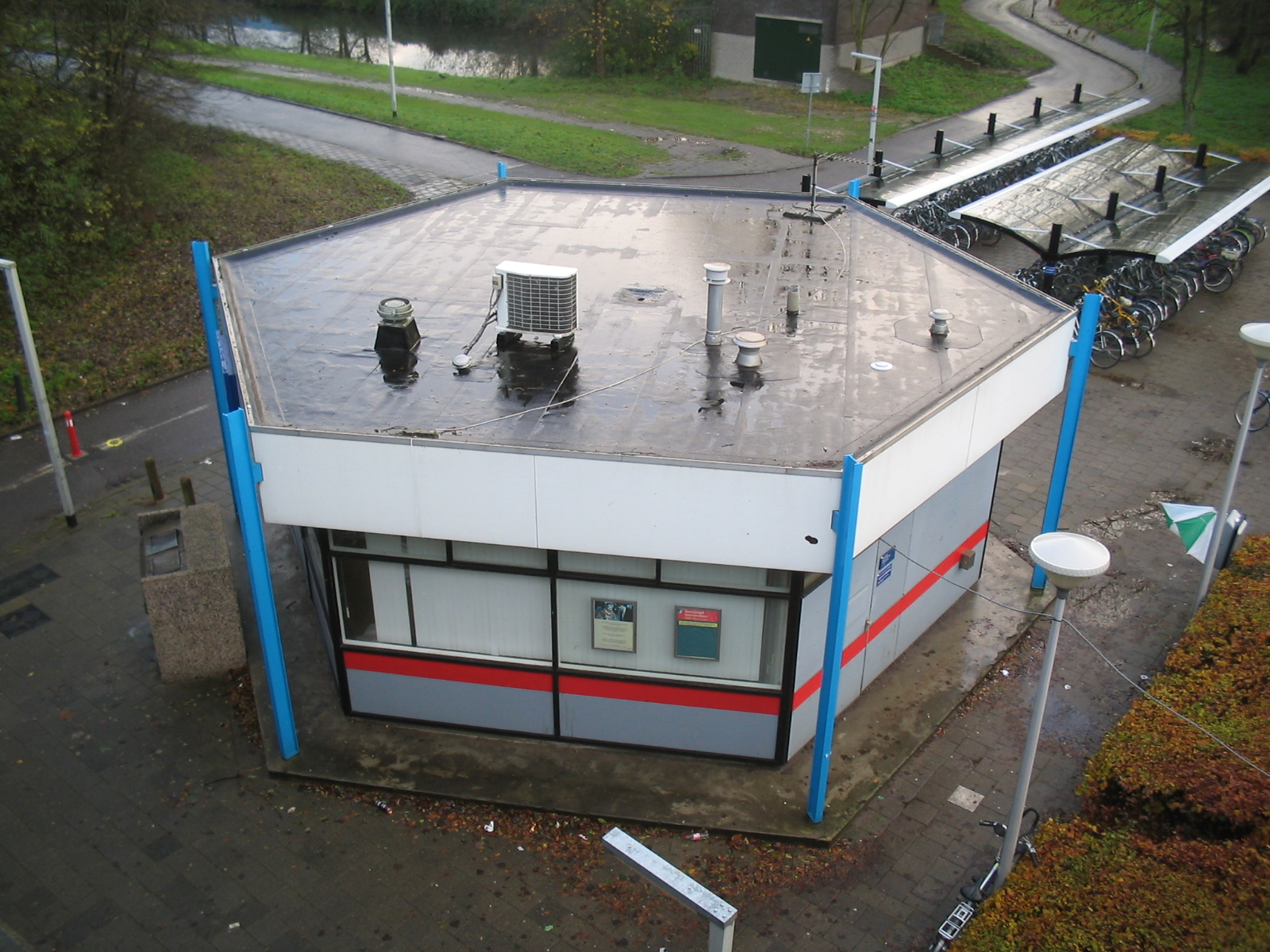
Station Delft Zuid in 2005 (afgebroken in 2006)

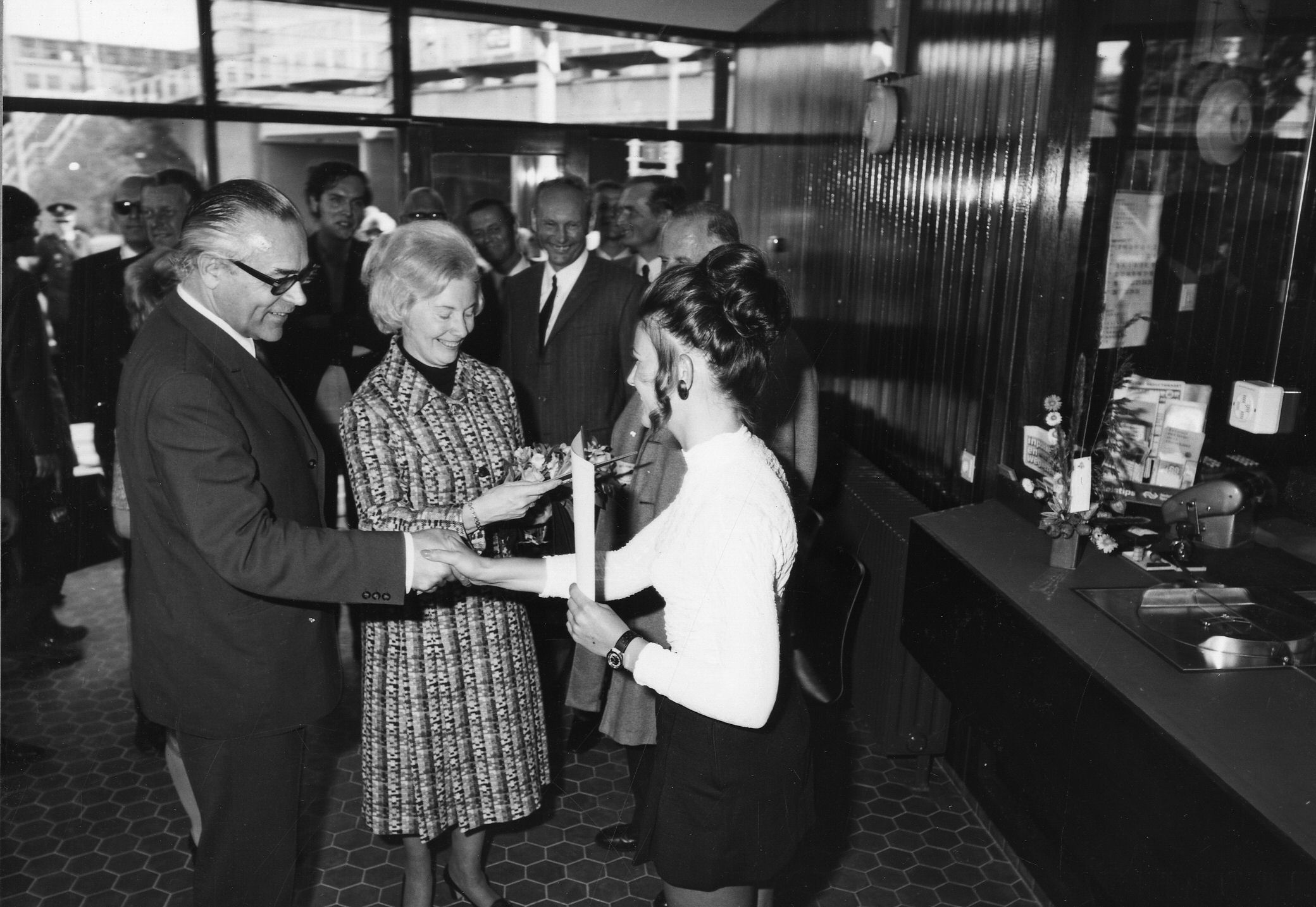
Interieur Sextant Station Eindhoven Beukenlaan, bij de opening in 1971

De sextant was een type stationsgebouw dat door de Nederlandse Spoorwegen van 1968 tot 1979 op een aantal plaatsen in Nederland is gebouwd, deels ter vervanging van bestaande oude stationsgebouwen en deels als stationsgebouw bij een nieuw geopend voorstadsstation.
Het ontwerp was van de hand van architect Cees Douma, die vele stationsgebouwen ontwierp, onder meer te Gorinchem, Bergen op Zoom en Culemborg. De oorspronkelijke naam was naar de vorm zeskant, maar dit werd gewoonlijk tot sextant verbasterd. Het gebouw bevatte een plaatskaartenkantoor, een dienstruimte en een wachtruimte in de periode dat het dienst deed als stationsgebouw.
In totaal werden er zestien sextanten voor de NS gebouwd. Een zeventiende sextant werd als busstation gebouwd voor Westnederland op het Stationsplein in Delft.
Van de zeventien sextanten zijn er zes bewaard gebleven, die alle een andere functie hebben gekregen, of buiten gebruik zijn. De afgebroken stations verdwenen nadat er was gekozen voor een onbemand station met een plaatskaartenautomaat, zoals station Nijmegen Heyendaal, of omdat het reizigersaanbod dermate toenam dat vervanging door een groter stationsgebouw noodzakelijk was. Dit was het geval bij de stations Rotterdam Alexander en Utrecht Overvecht.

## Stations
| Bouw | Naam                                               | Bijzonderheden                                   | Afbeelding |
| ---- | -------------------------------------------------- | ------------------------------------------------ | ---------- |
| 1968 | Station Haren                                      | Wachtruimte                                      |            |
| 1968 | Station Rotterdam Alexander                        | Afgebroken in 1983                               |            |
| 1968 | Station Utrecht Overvecht                          | Afgebroken in 1995                               |            |
| 1969 | Station Tilburg Universiteit (Tilburg West)        | In gebruik als kiosk                             |            |
| 1969 | Station Vlaardingen West                           | Afgebroken in 2006                               |            |
| 1969 | Station Voorschoten                                | Afgebroken in 1992                               |            |
| 1970 | Busstation Westnederland, oude Stationsplein Delft | Afgebroken in 1997/1998                          |            |
| 1970 | Station Bussum Zuid                                | In gebruik als kiosk                             |            |
| 1970 | Station Delft Zuid                                 | Afgebroken in 2006                               |            |
| 1970 | Station Dordrecht Zuid                             | Afgebroken in 2001                               |            |
| 1970 | Station Maassluis West                             | Afgebroken in mei 2007                           |            |
| 1971 | Eindhoven Strijp-S (Eindhoven Beukenlaan)          | In gebruik als lunchroom/snackbar                |            |
| 1975 | Station Beek-Elsloo                                | Afgebroken tussen augustus 2023 en februari 2024 |            |
| 1975 | Station Susteren                                   | In gebruik als bloemenwinkel                     |            |
| 1976 | Station Geleen-Lutterade                           | Afgebroken in 2006                               |            |
| 1978 | Station Diemen                                     | Afgebroken in 2021                               |            |
| 1979 | Station Nijmegen Heyendaal                         | Afgebroken in 2000                               |            |